# Joy Sarkar
Joy Sarkar (Bengalí: জয় সরকার) es un director de música, cantante y compositor indio.

## Biografía
Joy Sarkar nació en Calcuta, India, hijo de Sudhin Sarkar, un cantante bengalí y Kalyani Sarkar. Él tiene un hermano mayor llamado, Rana. 
Sarkar está casado con la cantante Lopamudra Mitra desde 2001. Han trabajado juntos y compuesto muchas temas musicales en bengalíes. 
Además ha sido juez de la competencia de canto "Sa Re Ga Ma Pa 2013" en Zee Bangla. Aunque ya había sido juez del mismo show en temporadas anteriores.

## Carrera
Sarkar empezó su carrera musical con la guitarra, aprendiendo de Subrata Karmakar, Nepal Shaw y finalmente, el legendario AmyT Dutta. Viajó extensamente por todo su país y todos los demás rincones del mundo que poco a poco comenzó a hacer una serie de sesiones, arreglos y composición. Comenzó su carrera en 1998 cuando compuso su primera canción de su vida, titulada "Chhelebelar Brishti", cantada por su esposa Lopamudra Mitra y el letrista fue ◘Partha Bhattacharya]]. Desde entonces ha estado componiendo álbumes para, películas, teatro, televisión y anuncios publicitarios.

## Composiciones
- Chhelebelar brishti (1998)
- Chheletir naam megh (1999)
- Janmobhumi (1999)
- Swapno dekhao tumi (1999)
- Bristi, Tomake Dilam (2000)
- Narom alor bikel (2000)
- Tor lagano chapar chara (2000)
- Je Sur Bajai (2000)
- Maya bono biharini (2000)
- Aaye aaye ke jabi (2001)
- Janla khola (2001)
- Nodir chhobi anaki (2001)
- Jay Mon Jak (2001)
- Baundule (2002)
- De re na na (2003)
- Din badoler gaan (2003)
- Jao pakhi (2003)
- Tomar kaachhe brishti din (2003)
- Cheye Dyakho Meghera (2004)
- Galphuluni khukumoni (2004)
- Ja re ja re (2004)
- Khatar opor akaash (2004)
- Megh Hole Mon (2004)
- Mon de uran (2004)
- Prithibir Chabi (2004)
- Rimjhim (2004)
- Tindana (2004)
- Banjara (2005)
- Dekhechho ki taake (2005)
- Dure dure (2005)
- Ja pakhi ure jana (2005)
- Bhalobasar bhitor (2006)
- Chokh theke jodi jal aase (2006)
- Jhar tole gaan (2006)
- Meghe meghe (2006)
- Akasher adho nil rang (2007)
- Bhalo theko (2007)
- Dure jaoa alo (2007)
- Ei roj bneche thaka (2007)
- Ja re ja (2007)
- Na hoini hoini bnacha (2007)
- Neelsrot (2007)
- Protiti kabye (2007)
- Pure gelo (2007)
- Sa sa re ga (2007)
- Khub beshi noi (2008)
- Anubhabe bhabi jaake (2009)
- Ghare phera din (2009)
- Mon hawate (2009)
- NaoTumi nao (2009)
- Aaj roddur shikhchhe - Jodi ekdin(Film) (2010)
- Aphorbelai, chal phul jharabi - Jodi ekdin(Film) (2010)
- Deke jai-Jodi ekdin(Film) (2010)
- Khola chithi - Jodi ekdin(Film) (2010)
- Khub short-e - Jodi Ekdin(Film) (2010)
- Neel - Jodi ekdin(Film) (2010)
- Eshechhi Abaar - Musafirana (2011)
- Kano Dishehara - Musafirana (2011)
- Chhera Chithi - Musafirana (2011)
- Ja Kichu Bhalo - Musafirana (2011)
- Ghum Theke Ghume - Musafirana (2011)
- Kokhono Boshe - Musafirana (2011)
- Rakha Thak - Musafirana (2011)
- Purechhe Shob - Musafirana (2011)
- Keno Je Chokh Rangas - Half Serious(Film) (2013)
- Collar Tule Bol - Half Serious(Film) (2013)
- Pher Vanga Dana- Half Serious(Film) (2013)
- Vagoban Ke Niye Thatta- Half Serious(Film) (2013)
- Ke Tumi Shibaji- Half Serious(Film) (2013)
- Half Serious Theme - Half Serious(Film) (2013)
- Bicycle Kick (2013)

## Premios
- 2013 Radio Mirchi Best Upcoming Singer Award for the song "Dhoro Kono Katha Holo Na" from the film Accident.